# فامنين
فامنين (بالفارسية: فامنین) هي مدينة تقع في إيران في محافظة همدان يقدر عدد سكانها بـ 14,019 نسمة .